# Challenger de Numea 2016
El torneo Challenger BNP Paribas de Nouvelle-Calédonie 2016 es un torneo profesional de tenis. Pertenece al ATP Challenger Series 2016. Se disputó su 13.ª edición sobre superficie dura, en Numea, Nueva Caledonia entre el 04 al el 9 de enero de 2016.

## Jugadores participantes del cuadro de individuales
| Favorito | País                 | Jugador                  | Rank1 | Posición en el torneo |
| -------- | -------------------- | ------------------------ | ----- | --------------------- |
| 1        | Bandera de Francia   | Adrian Mannarino         | 47    | Campeón               |
| 2        | Bandera de Colombia  | Alejandro Falla          | 122   | Final                 |
| 3        | Bandera de Francia   | Édouard Roger-Vasselin   | 123   | Segunda ronda         |
| 4        | Bandera de España    | Adrián Menéndez-Maceiras | 143   | Primera ronda         |
| 5        | Bandera de Eslovenia | Blaž Rola                | 144   | Segunda ronda         |
| 6        | Bandera de Australia | Jordan Thompson          | 154   | Semifinales           |
| 7        | Bandera de Alemania  | Daniel Brands            | 159   | Semifinales           |
| 8        | Bandera de Suiza     | Henri Laaksonen          | 191   | Primera ronda         |

- 1 Se ha tomado en cuenta el ranking del 28 de diciembre de 2015.

### Otros participantes
Los siguientes jugadores recibieron una invitación (wild card), por lo tanto ingresan directamente al cuadro principal (WC):
- Adrian Mannarino
- Maxime Janvier
- Nicolas N'Godrela
- Julien Benneteau

Los siguientes jugadores ingresan al cuadro principal tras disputar el cuadro clasificatorio (Q):
- Isaac Frost
- Maximilian Marterer
- Stefano Napolitano
- Florian Reynet

## Campeones

### Individual Masculino
- Adrian Mannarino derrotó en la final a  Alejandro Falla, 5–7, 6–2, 6–2

### Dobles Masculino
- Julien Benneteau /  Édouard Roger-Vasselin derrotaron en la final a  Gregoire Barrere /  Tristan Lamasine , 7-6(4), 3-6, [10-5]